# Les Choses simples (chanson)
 (juin 2020).
Si vous disposez d'ouvrages ou d'articles de référence ou si vous connaissez des sites web de qualité traitant du thème abordé ici, merci de compléter l'article en donnant les références utiles à sa vérifiabilité et en les liant à la section « Notes et références ».
Pour les articles homonymes, voir Les Choses simples.
Singles de Jenifer featuring Slimane
Encore et encore
(2018) Comme c'est bon
(2019)
Les Choses simples est une chanson de Jenifer en duo avec Slimane extraite de son huitième album studio Nouvelle Page, sorti le 26 octobre 2018. Le morceau sort en tant que troisième single de l'album le 25 février 2019 via TF1 Musique. Le titre est écrit et composé par Slimane et Tibz. Il se classe à la 16e place du classement des singles en France.

## Genèse
Le 17 octobre 2018, Jenifer offre à ses fans un extrait de sa collaboration avec le chanteur Slimane. Un nouveau titre intitulé Les Choses simples.
À l'origine, la chanson devait être une balade chantée uniquement par Jenifer. Mais la chanteuse fait venir Slimane en studio, pour avoir son avis sur la chanson et ils décident finalement de la chanter ensemble. La production du titre est revue et il devient un up-tempo entraînant. La version solo est néanmoins disponible sur l'édition Deluxe de Nouvelle Page sous le titre Les Choses simples (proche & intime).

## Promotion
Le troisième single Les Choses simples est interprété pour la première fois en duo en live au NRJ Music Tour de Paris le jour de sa sortie, le 25 février 2019. Le titre connaît un petit succès et atteint la 16e place du TOP Singles en France. Il restera classé 38 semaines en tout.

## Accueil
En Belgique, le single se classe à la 8e place du classement et passera 6 semaines dans le TOP 10. La chanson restera au total 17 semaines dans classement.
Il s'agit du clip le plus vu de Jenifer sur YouTube. À ce jour, il cumule plus de 36 millions de vues.
C'est également son titre le plus streamé avec plus de 22.680.000 écoutes sur Spotify (le 18 juin 2021). Il est d'ailleurs certifié Single de Platine le 4 avril 2024 pour avoir dépassé 30 000 000 de streams.
Il est le 76ème single le plus vendu en France en 2019 avec plus de 11 000 ventes.

## Classement hebdomadaire
| Classement (2018) | Position |
| ----------------- | -------- |
| Belgique          | 8        |
| France            | 16       |